# Nifon (Tsawaris)
Nifon, imię świeckie Nikitas Tsawaris (ur. 1959 w Nikiei, zm. 8 grudnia 2020 w Port Saidzie) – grecki duchowny prawosławny w jurysdykcji Patriarchatu Aleksandryjskiego, od 2014 metropolita Peluzjum (Port Said).

## Życiorys
Święcenia prezbiteratu przyjął w 1984 r. 18 października 2009 otrzymał chirotonię biskupią.
Zmarł w 2020 r. na atak serca.